# Alina Zotea
Alina Zotea (Cantemir, 8 de diciembre de 1986) es una economista, modelo y política moldava.
Nacida en Cantemir, se convirtió en modelo a los quince años y continuó su actividad hasta los veinte. Se graduó en el instituto en 2007 y en 2011 se licenció en la Facultad de Economía de la Universidad Estatal de Moldavia.
Zotea se unió al Partido Liberal (PL) en 2005, y se convirtió en asistente personal del líder del partido, Mihai Ghimpu, en 2014. En las elecciones de ese año al Parlamento de Moldavia, se presentó en las listas del partido, en el puesto 19. Durante la campaña, algunos comentaristas en línea cuestionaron su idoneidad para el cargo, citando sus provocativas fotografías como modelo. En agosto de 2015, cuando cinco diputados del PL dimitieron para formar parte del nuevo gabinete de Valeriu Streleț, una de las vacantes recayó en Zotea, que aceptó cubrirla. Su mandato comenzó a principios del mes siguiente, tras la validación del Tribunal Constitucional.
El 14 de septiembre de 2015, envió una solicitud a Iurie Chirinciuc, ministro de Transporte e Infraestructura Vial, así como a Iurii Topală, director del Calea Ferată din Moldova, pidiéndoles que examinaran la posibilidad de una reducción del 20 % en el precio de los billetes de transporte ferroviario nacional e internacional en las líneas que conectan con Rumanía para estudiantes.
En otoño de 2017, Zotea se casó con Vlad Durnea; dio a luz a un niño un año después.
No revalidó su puesto como diputada tras las elecciones elecciones parlamentarias de febrero de 2019.